# Csejkő
Csejkő (szlovákul Čajkov) község  Szlovákiában, a Nyitrai kerület Lévai járásában.

## Fekvése
Lévától 8 km-re északra fekszik.

## Története
A község területe ősidők óta lakott, ahol megtalálták a lengyeli kultúra emberének nyomait éppúgy, mint a bronzkor, valamint a hallstatti- és laténi kultúra maradványait, továbbá a Nagymorva Birodalom korszakának emlékeit.
A települést 1276-ban "Chewku" alakban említik először, amikor a garamszentbenedeki apátsághoz tartozott. 1283-ban részben az esztergomi érsekség birtoka, amely később az egész falu birtokosa lett. Többször szenvedett a török rajtaütések miatt, 1599-ben a török a falut és környékét felégette. 1601-ben 106 ház állt a faluban. 1624-ben 202 lakost hurcoltak el a törökök. 1663-ban Léva várának elfoglalása után a település a török szandzsák része lett, azonban 1664-ben a császári erők kiűzték a hódítókat. Az 1664-es újvári ejálet adóösszeírásában 56 fejadófizető személy szerepel.
1720-ban a községnek malma és kocsmája is volt 70 adózó háztartással. 1776-tól a besztercebányai püspökség birtoka. Háromszor szenvedett a település nagy tűzvészt, 1753-ban, 1850-ben és 1885-ben. 1828-ban 143 házában mintegy 1000 lakos élt. Lakói főként mezőgazdaságból éltek.
Vályi András szerint "CSEJKŐ. Csejkov. Tót népes falu Bars Vármegyében, földes Ura a’ Besztertze Bányai Püspökség, lakosai katolikusok, fekszik Barstól egy mértföldnyire, határjában mivel minden javai vagynak, földgye termékeny, réttyei jók, legelője elég, szőlei jó borokat teremnek, fája sok, vadászattya nagy, ’s nevezetes javaihoz képest, méltán első Osztálybéli."
Fényes Elek szerint "Csejkő, tót falu, Bars vgyében, G. Szőlőshöz 1/2 mfd. 1106 kath. lak. Kath. paroch. templom. Határja sok javakkal megáldatott; igy szőlőhegye nagyon kapós bort terem; erdeje, gyümölcse bőven van; s földjei is termékenyek. F. u. a beszterczei püspök. Ut. p. Léva."
A trianoni békeszerződésig Bars vármegye Lévai járásához tartozott.

## Népessége
| Év:            | 1994. | 2004.   | 2014.   | 2024.   |
| -------------- | ----- | ------- | ------- | ------- |
| Emberek száma: | 1081  | 1034    | 978     | 930     |
| Eltérés:       |       | -4,34 % | -5,41 % | -4,90 % |

| Év:            | 2023. | 2024.   |
| -------------- | ----- | ------- |
| Emberek száma: | 933   | 930     |
| Eltérés:       |       | -0,32 % |

1880-ban 969 lakosából 942 szlovák, 11 magyar és 4 német anyanyelvű, illetve 12 csecsemő volt.
1890-ben 964 lakosából 19 magyar és 933 szlovák anyanyelvű volt.
1900-ban 1030 lakosából 19 magyar és 1000 szlovák anyanyelvű volt.
1910-ben 1204 lakosából 24 magyar, 3 német és 1161 szlovák anyanyelvű volt.
1921-ben 1220 lakosából 8 magyar és 1209 csehszlovák volt.
1930-ban 1191 lakosából 1 magyar és 1150 csehszlovák volt.
1991-ben 1081 lakosából 3 magyar és 1067 szlovák volt.
2001-ben 1055 lakosából 3 magyar és 1048 szlovák volt.
2011-ben 1013 lakosából 2 magyar és 988 szlovák volt.
2021-ben 957 lakosából 4 (+1) magyar, 938 (+1) szlovák, 3 (+1) egyéb és 12 ismeretlen nemzetiségű volt.

## Neves személyek
- Itt hunyt el Novák József (1879-1917) szlovák nemzetébresztő, plébános.(wd)
- Itt született 1959-ben Cyril Uhnák művész.
- Itt született 1994-ben Mária Havranová színésznő.(wd)
- Itt szolgált Spuller Gyula (1852-1942) plébános.
- Itt szolgált Hulják Pál (1881-1958) pedagógus, múzeumigazgató.

## Nevezetességei

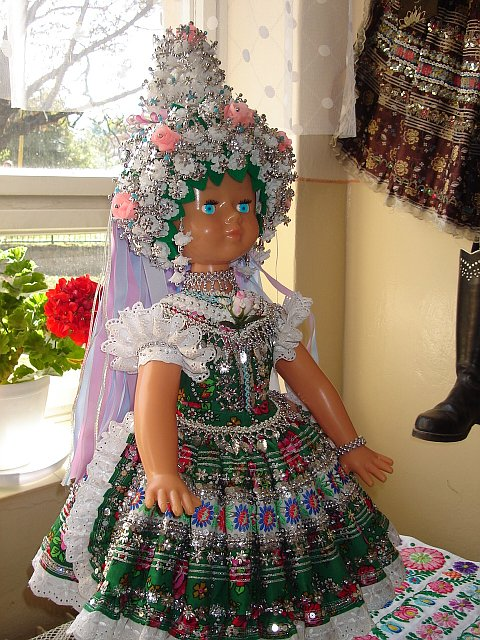
A csejkői népviselet

- Szent Miklós tiszteletére szentelt római katolikus temploma 1779-ben épült az 1450-ben épített régi templom helyett.
- Későbarokk kastélya 1756-ban épült.
- A faluban ma is találhatók 19. századi népi lakóházak.
- Gazdag népviselete és népi hagyományai vannak.